# Municipio de Peno (Misuri)
El municipio de Peno (en inglés: Peno Township) es un municipio ubicado en el condado de Pike en el estado estadounidense de Misuri. En el año 2010 tenía una población de 910 habitantes y una densidad poblacional de 5,49 personas por km².

## Geografía
El municipio de Peno se encuentra ubicado en las coordenadas 39°29′33″N 91°17′5″O / 39.49250, -91.28472. Según la Oficina del Censo de los Estados Unidos, el municipio tiene una superficie total de 165.87 km², de la cual 164,56 km² corresponden a tierra firme y (0,78 %) 1,3 km² es agua.

## Demografía
Según el censo de 2010, había 910 personas residiendo en el municipio de Peno. La densidad de población era de 5,49 hab./km². De los 910 habitantes, el municipio de Peno estaba compuesto por el 96,92 % blancos, el 1,65 % eran afroamericanos, el 0,22 % eran amerindios, el 0,44 % eran de otras razas y el 0,77 % eran de una mezcla de razas. Del total de la población el 0,77 % eran hispanos o latinos de cualquier raza.